# Bahnhofsvorplatz Bonn

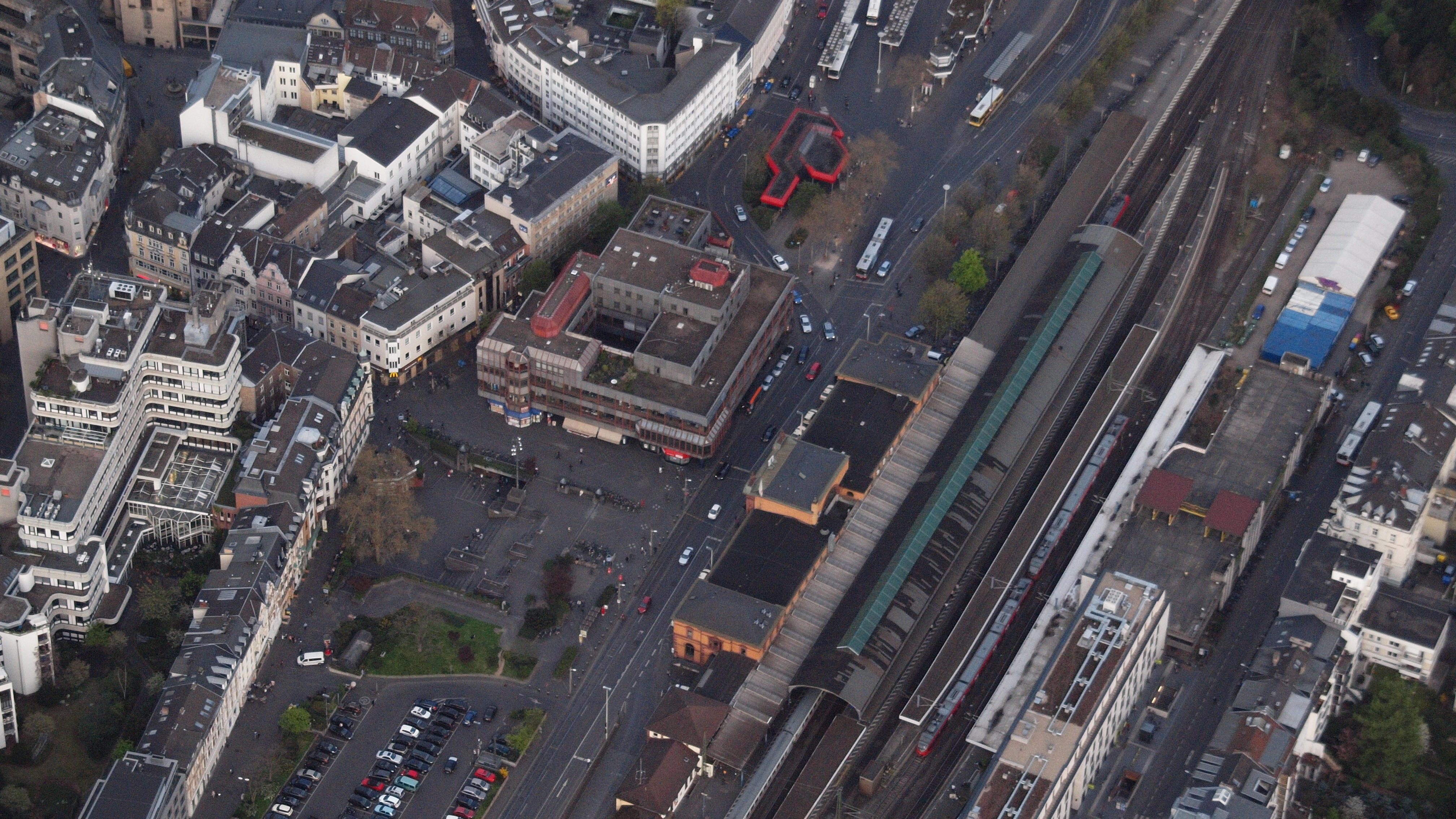
Ehemaliger Bahnhofsvorplatz, Luftaufnahme (2014)

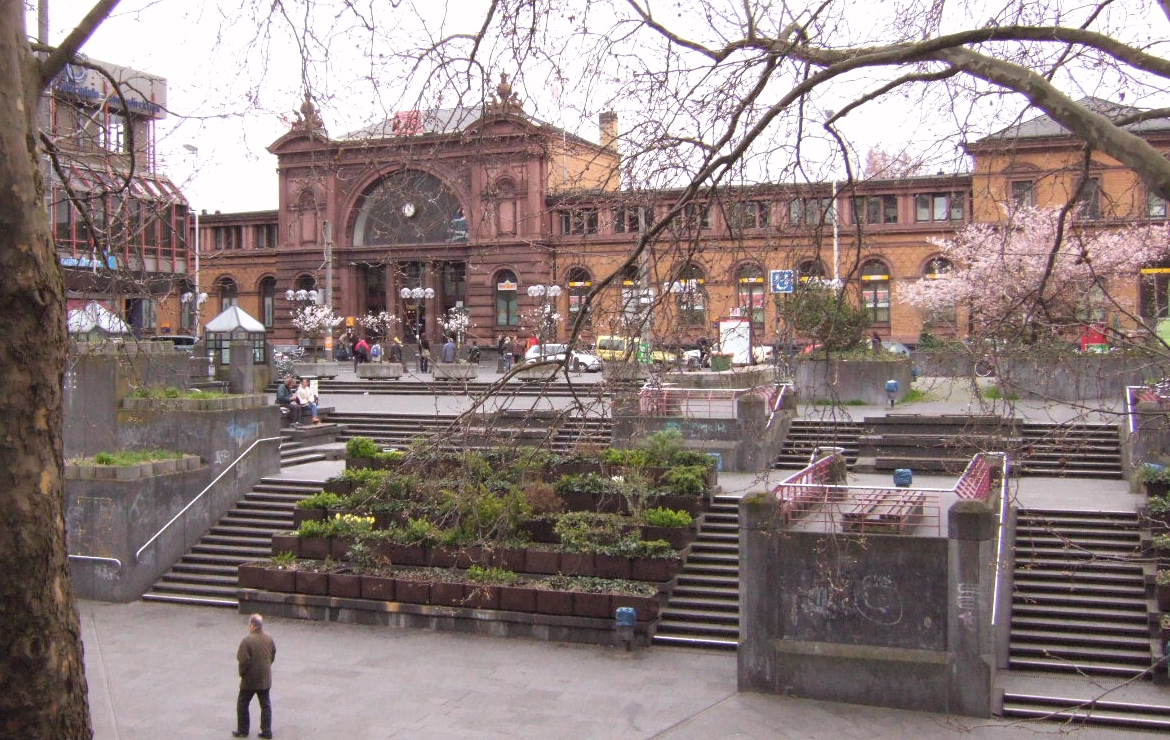
Blick über das ehemalige „Bonner Loch“ zum Hauptbahnhof (2006)

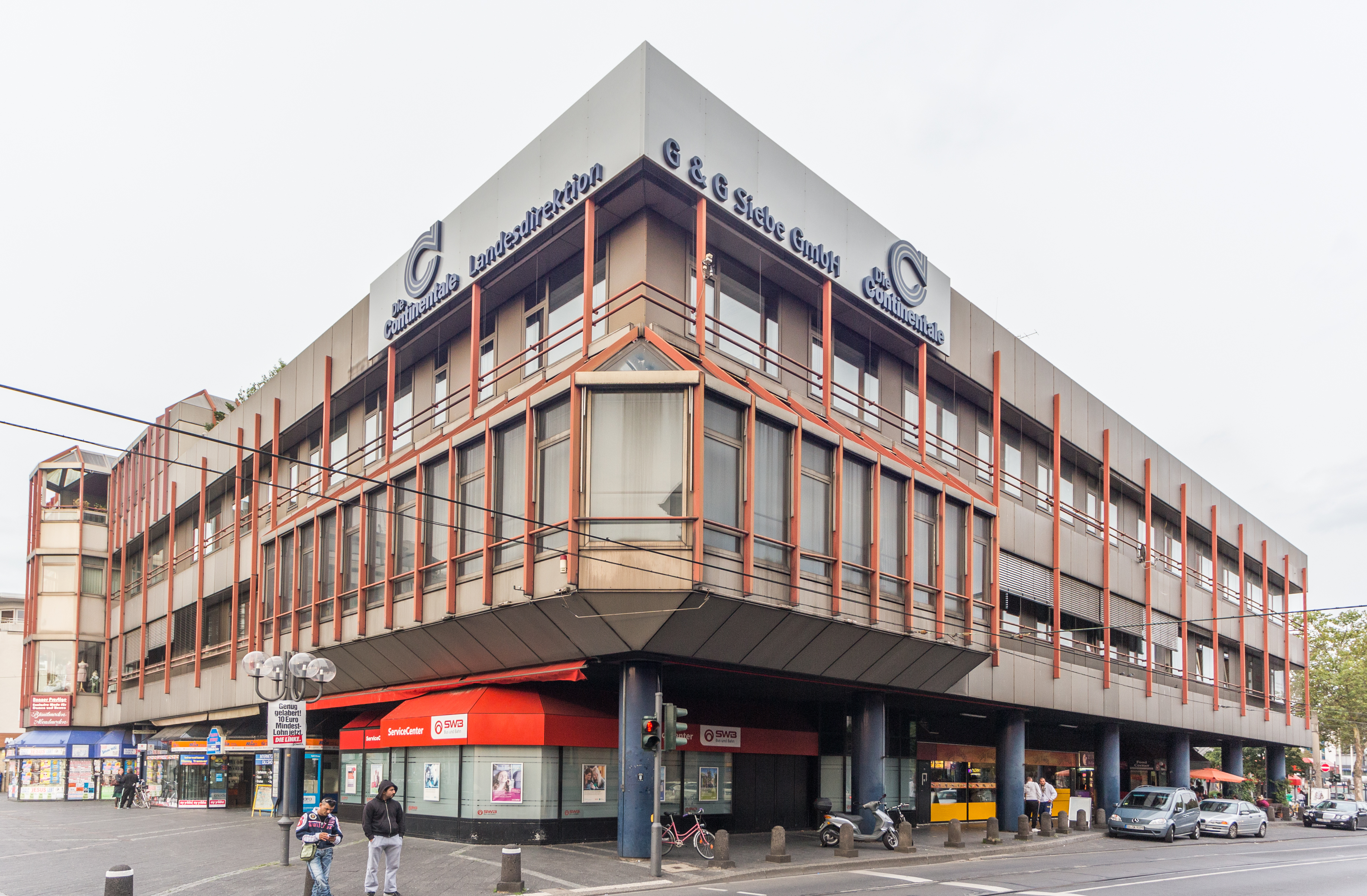
Nun abgerissene Südüberbauung am Bahnhofsvorplatz (2013)

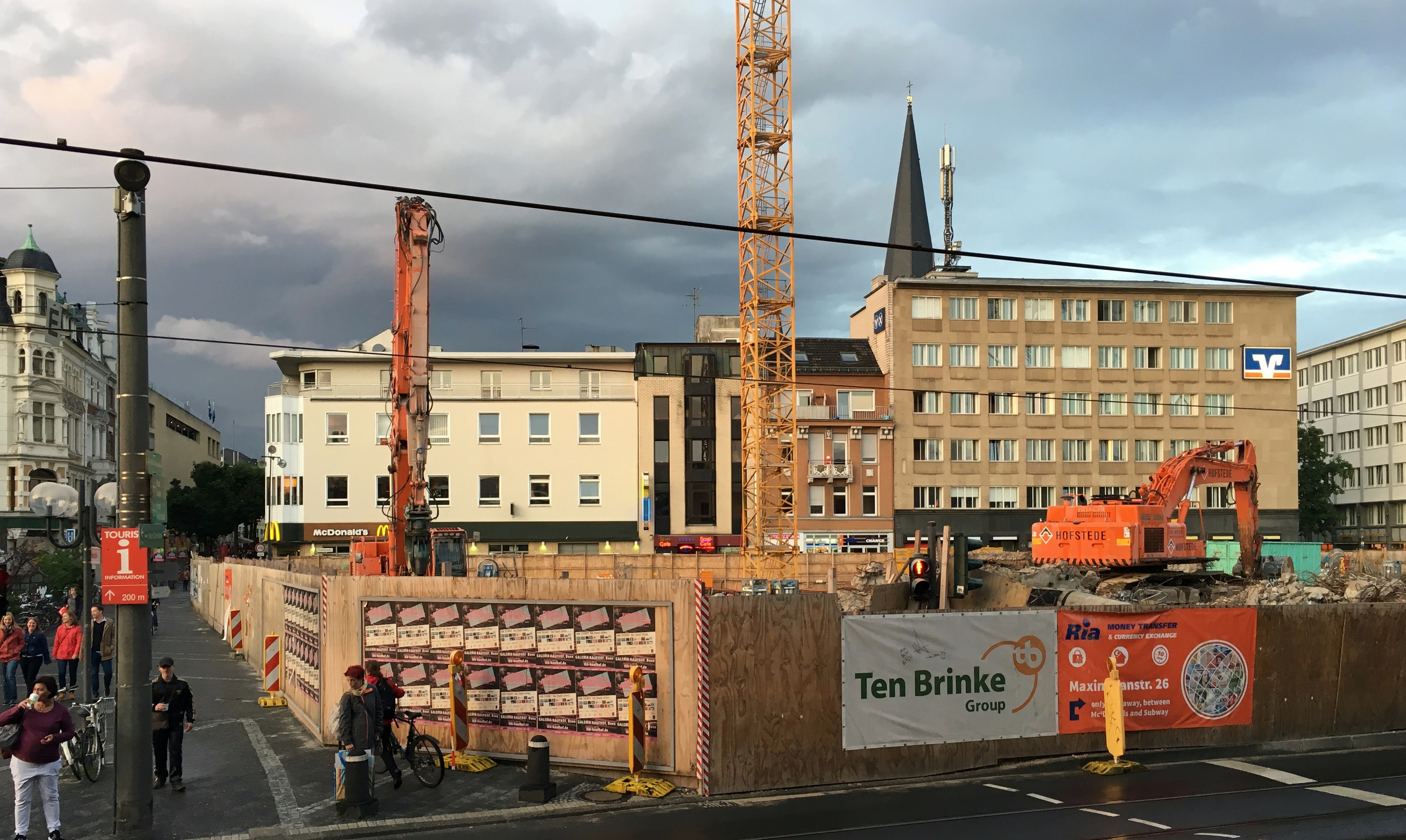
Abriss der Südüberbauung am Bahnhofsvorplatz (August 2017)

Als Bahnhofsvorplatz oder auch Bahnhofsbereich wird in Bonn die Fläche vor dem Hauptbahnhof bezeichnet. Dabei handelt es sich nicht um einen homogenen Platz im engeren Sinne, sondern zusammenhängende Anteile mehrerer Straßen und Bebauungsflächen. Eine Neugestaltung dieser städtebaulich bedeutenden Zone wurde lange kontrovers diskutiert. Anfang 2017 begann eine grundlegende Umgestaltung, im Zuge derer das Areal massiv überbaut wurden. Diese Bauarbeiten wurden bis 2021 vollständig abgeschlossen. Im Volksmund wurde der Bereich bis zum Umbau wegen seiner unterirdischen Passagen als Bonner Loch bezeichnet.

## Lage
Der Bahnhofsbereich hat eine Fläche von knapp 1,5 ha und erstreckt sich entlang der Gleise der Linken Rheinstrecke in Bonn-Zentrum zwischen Kaiserplatz im Südosten und Thomas-Mann-Straße im Nordwesten.

## Bebauung und Nutzung

Plan des Bahnhofsbereiches bis Anfang 2017

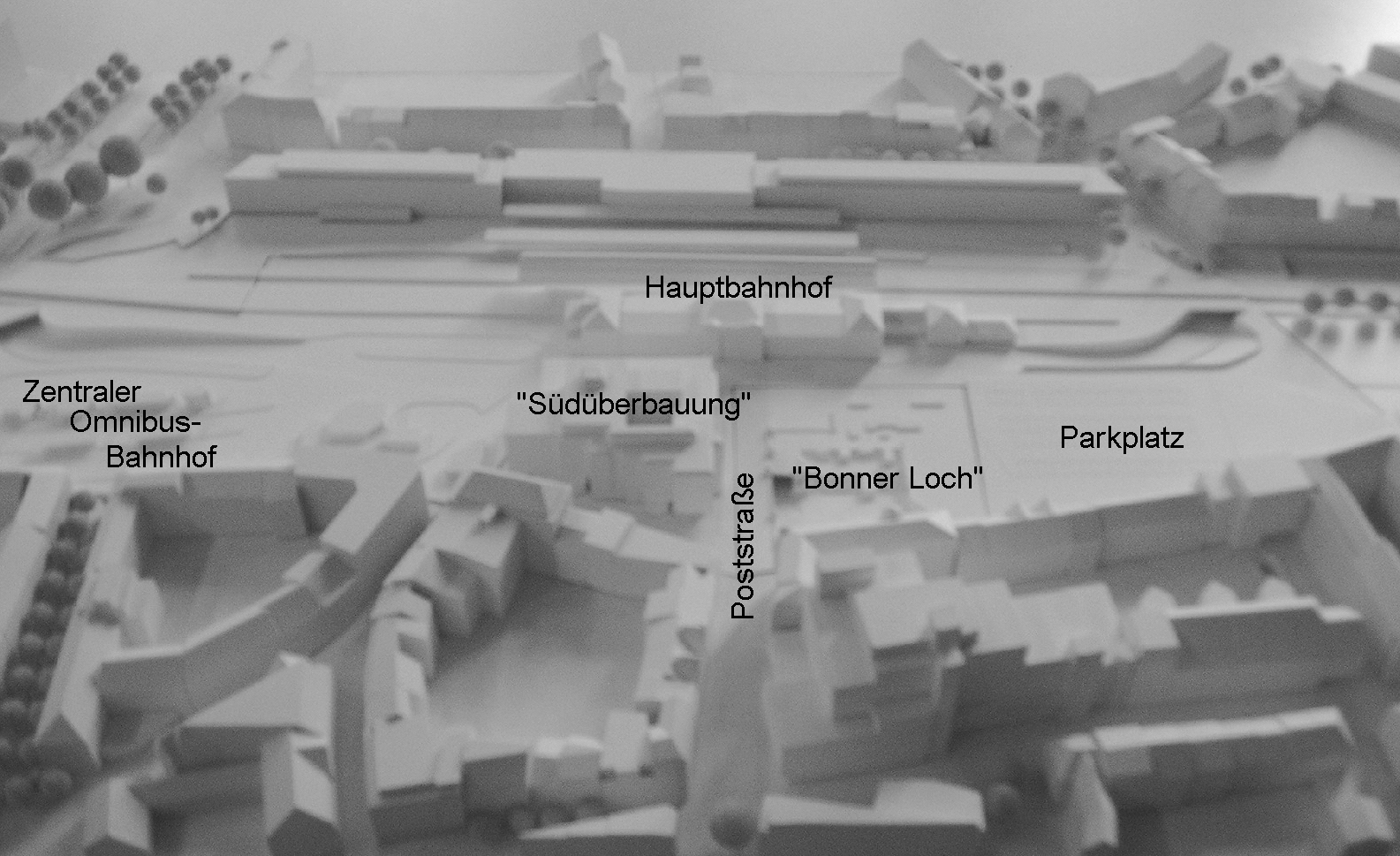
Modell des Bahnhofsbereiches

Direkt vor dem Eingang des Bahnhofs verläuft die Straße Am Hauptbahnhof, die bis 2022 als Teil des City-Rings als Einbahnstraße von Südost nach Nordwest befahren wurde. Nördlich dieser Straße befand sich im Westen des Bereichs ein Parkplatz, daran anschließend das sogenannte „Bonner Loch“, ein Zugang mit mehreren Treppen zum unterirdischen Teil des Bahnhofs mit Läden und einer Passage zur Quantiusstraße. Auf diesen Höhen wird der Bahnhofsvorplatz nördlich von der Cassius-Bastei genannten Bebauung (fertiggestellt 1987/88) begrenzt. Östlich der Poststraße befand sich das von 1976 bis 1978 errichtete Gebäude der Südüberbauung. Der östliche Teil des Bereichs besteht aus der ebenfalls zum City-Ring gehörenden Maximilianstraße und dem Zentralen Omnibus-Bahnhof (ZOB) Bonns. Es existieren Unterführungen von der Poppelsdorfer Allee im Südosten („Südunterführung“; seit 1936) und von der Herwarthstraße im Nordwesten („Nordunterführung“; seit 1937).
Auf der Straße Am Hauptbahnhof verlaufen auch Schienen der Bonner Straßenbahn. Somit befinden sich mit Deutscher Bahn, der hier im Untergrund geführten Stadtbahn Bonn, den Straßenbahnen und Bussen Haltestellen aller öffentlichen Verkehrsmittel am Bahnhofsvorplatz, der somit den wichtigsten Zugang für Reisende zur Bonner Innenstadt darstellt. Als Teil des City-Rings und eine der wenigen Parkmöglichkeiten ist er zudem ein Nadelöhr des Autoverkehrs. Mit den Geschäften im Maximilian-Center – anstelle der 2017 abgebrochenen Südüberbauung – und der Cassius-Bastei gehört er dabei auch zum kommerziell genutzten Teil der Innenstadt.
Das Bonner Loch galt lange Zeit als Problemzone, vor allem als Treffpunkt von Obdachlosen und Drogensüchtigen. Seit 1992 existiert auf dem Gelände eine gemeinsame Wache von Polizei und dem Ordnungsamt der Stadt Bonn, genannt „GABI“ (Gemeinsame Anlaufstelle Bonn-Innenstadt). Im direkten Umfeld sind soziale Projekte angesiedelt. Ab Juli 2008 wurde ein Alkoholkonsumverbot verhängt. Infolgedessen hat sich die Szene teilweise auf den angrenzenden Busbahnhof und andere Teile der Innenstadt verlagert. Auch wurden Hilfsangebote häufiger in Anspruch genommen. Trotz dessen ist das Bonner Loch bis zum heutigen Tage noch ein prominenter Treffpunkt für Drogensüchtige und Obdachlose der Stadt.

## Geschichte
Ursprünglich befanden sich bis dicht an das Bahnhofsgebäude Wohnhäuser, ein Bahnhofsvorplatz existierte nicht. Erste Freiflächen entstanden durch Zerstörungen im Zweiten Weltkrieg.

### Neugestaltung in den 1970ern
Im Zuge des Stadtbahnbaus wurde die unterirdische Haltestelle Bonn Hauptbahnhof zwischen 1967 und 1975 eingerichtet und am 23. März 1975 feierlich eröffnet. Die restliche historische Bebauung vor dem Bahnhof (einschließlich der Kaiserhalle anstelle des heutigen ZOB) wurde abgerissen und ohne Wettbewerb/Ausschreibung ab 1974 nach Plänen des Architekten Friedrich Spengelin (Planergruppe Spengelin-Gerlach-Glauner und Partner) ein abgesenkter Platz mit einem Brunnen und einer raumgreifenden Treppenanlage geschaffen. Er hatte eine „amphitheatralische Gestaltung als grandiose Szenerie für den Bonner Sommer im Sinn“.
An der engen Verkehrsführung zwischen der sog. „Südüberbauung“ und dem Bahnhof (Volksmund: „Spengelingässchen“), besonders aber an der Gestaltung der Bahnhofsvorzone gab es Kritik von Anbeginn der Planung.

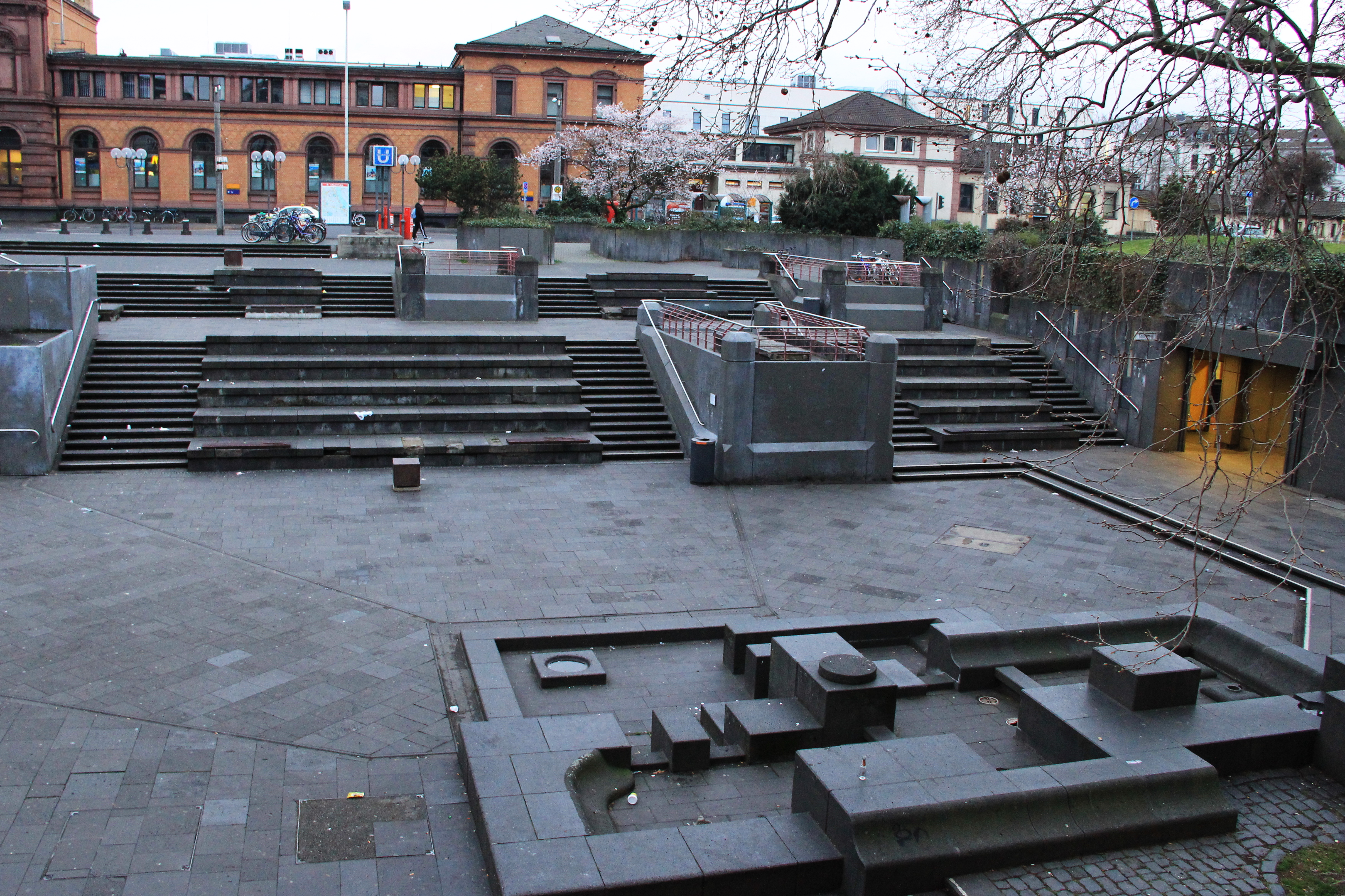
Bonner Loch

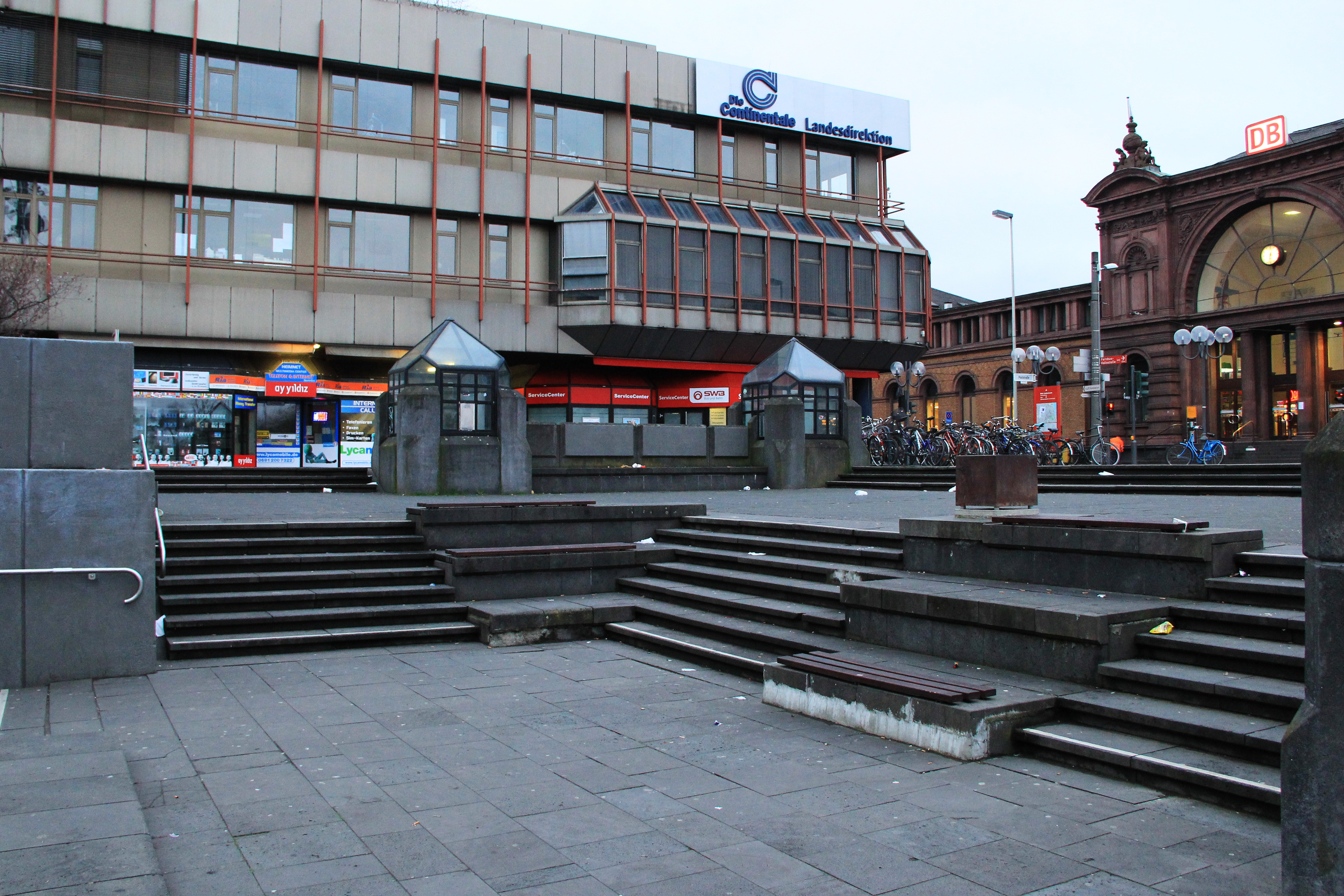
Stadtbahnhaltestelle am Hauptbahnhof, Bonner Loch

Diese Zwischenebene, die zum unterirdischen Teil des Bahnhofs führte, um einen „Maulwurfsausstieg“ vom Untergeschoss zur Platzebene zu vermeiden, erhielt bald den Namen „Bonner Loch“. Spengelin verteidigte seine Entwurfsidee mit dem bautypologisch verfehlten Hinweis auf andere europäische Plätze wie z. B. die Piazza del Campo in Siena. Die von ihm ursprünglich geplante Nordüberbauung als L-förmige bauliche Rahmung hätte die Fläche bis zur Thomas-Mann-Straße eingenommen, wurde aber nicht realisiert.
Damit wurde die „Südüberbauung“ zum Solitär und mit dem „Loch“ in seiner „bedrückenden Hilflosigkeit“ (Zitat O.M. Ungers im späteren Gutachterverfahren) zum architektonischen und städtebaulichen Zankapfel der kommenden Jahre.
Prominenteste Kritiker waren damals die Bonner Kunsthistoriker Heinrich Lützeler, der im General-Anzeiger von der drohenden Gefahr Bonns, „sich selbst zu zerstören“, schrieb, und Justus Müller-Hofstede, als Vorsitzender des Bonner Heimat- und Geschichtsvereins. Der warnte: „Das wird eine brutale Enklave“ und „auf den Treppenschacht muss verzichtet werden“.
Der ZOB wurde im Dezember 1972 provisorisch und im März 1973 vollständig in Betrieb genommen.

### Erste Umbauplanungen

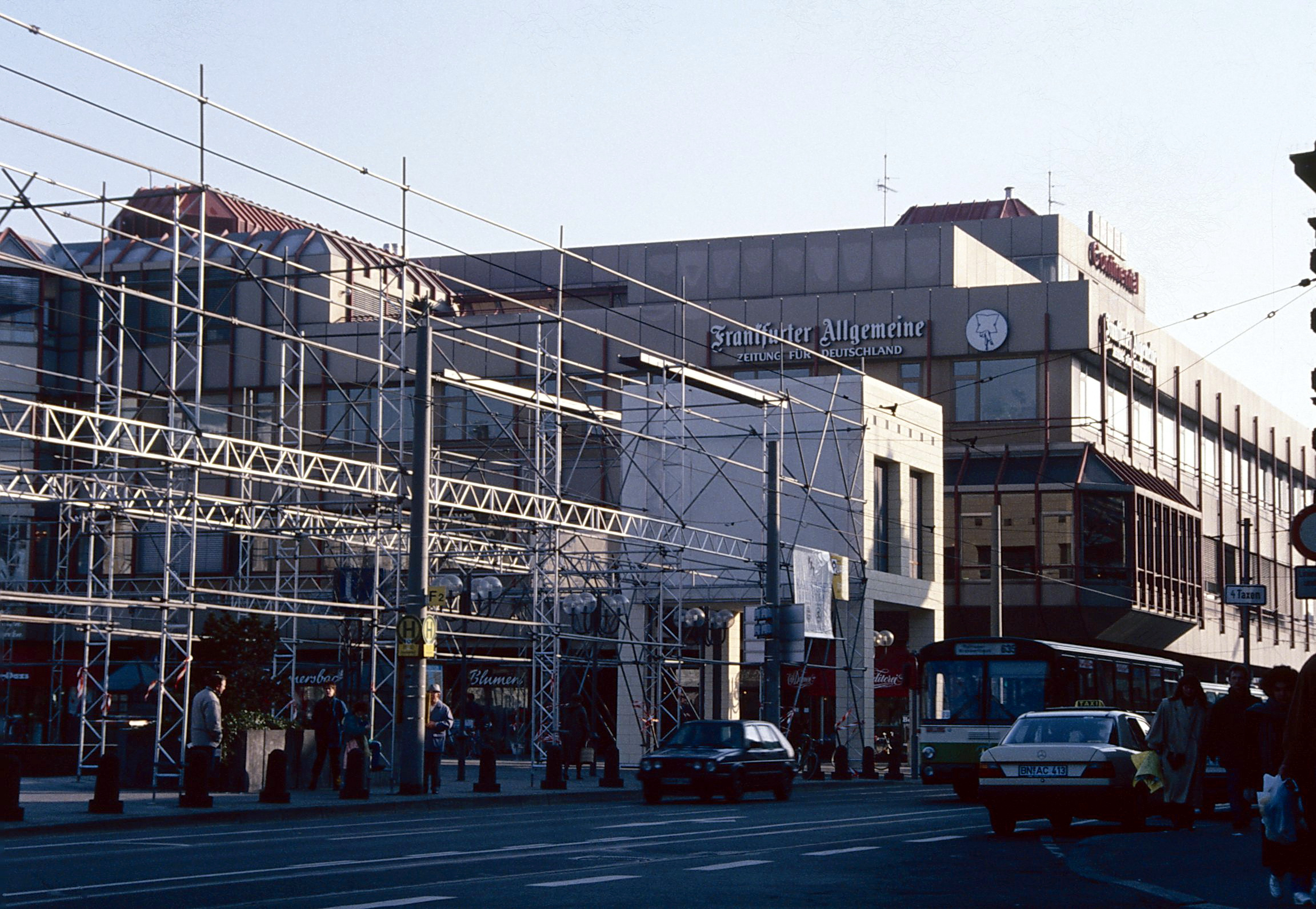
10 Meter hohes Baugespann für das Ungers-Projekt vor der „Südüberbauung“ (1987)

Für den Umbau des Bahnhofsbereichs gab es in den vergangenen Jahrzehnten mehrere Vorhaben. So sollte nach einem Gutachterverfahren (vier Einladungen) und der Preisgerichtssitzung am 12. Dezember 1986 das „Bonner Loch“ mit der, nach Oswald Mathias Ungers benannten Ungers-Halle überbaut werden. Ungers wollte vor der Stadtkante der Maximilianstrasse der „Südüberbauung“ einen zweiten Solitär gegenüberstellen, und damit ein „Stadttor“ zur Innenstadt schaffen.
Mit diesem „Stadtfoyer“ sollte das „Bonner Loch“ umgewandelt werden in ein Entrée zur Stadt. Im Stadtfoyer, das einer Bundeshauptstadt gemäß sein könnte, kommen alle wichtigen Verkehrs- und Fußgängerverbindungen, Bus, U-Bahn und Bundesbahn zusammen und treffen sich in einer großzügig verglasten „Stadthalle“.
Nach vielen Diskussionen, Bürgerprotesten und der Aufstellung einer 10 Meter hohen Gerüstkonstruktion (Demo für den zweigeschossigen Umgang um die Halle) an der kritischen Stelle direkt gegenüber der „Ausbeulung“ der Südüberbauung waren die Bedenken so groß, dass der Rat der Stadt Bonn im Juni 1989 beschloss, die Planung nicht mehr fortzuführen.
Ein neuer Anlauf erfolgte Juni 1998 mit dem „Investor“ West Projekt & Consult aus Düsseldorf, der jedoch bereits im September 2000 scheiterte. Eine Neuordnung des Bahnhofsvorplatzes, die der Rat der Stadt im Oktober 1999 absegnete, sah eine Mischung aus Geschäften, Büros und Wohnungen in der Größenordnung von 300 Mio. DM vor. Stattdessen änderte der Projektentwickler, der zwischenzeitlich von einer portugiesischen Firma übernommen worden war, die ursprüngliche Konzeption und wollte ein Ärztezentrum und Altenwohnungen errichten. „Alles Dinge, die wir an dieser Stelle nicht brauchen“, so die Oberbürgermeisterin, die auf der vorgesehenen Neuordnung des Bahnhofsvorplatzes beharrte.

### Städtebauliche Planungen und Bürgerbeteiligung

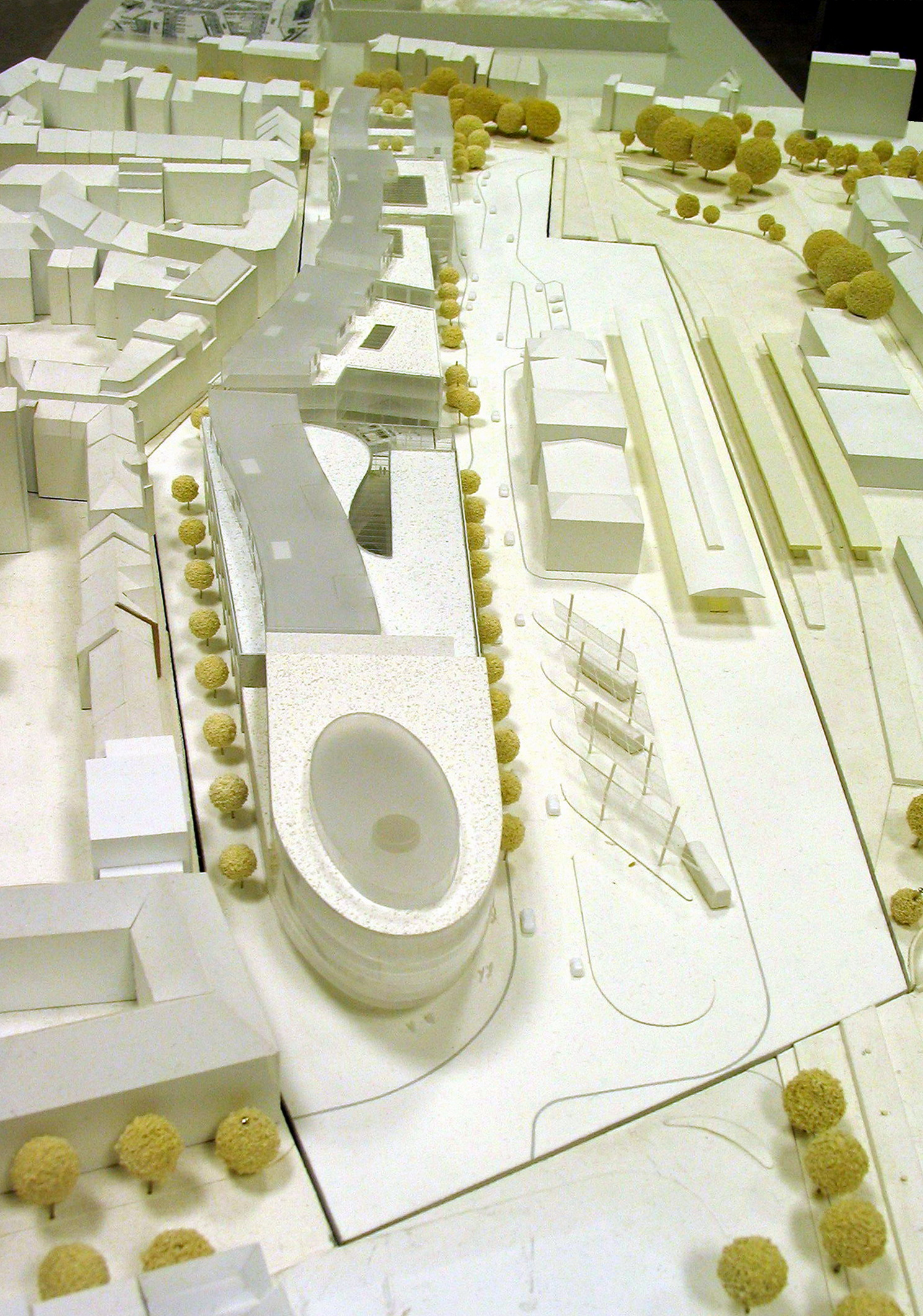
Modell der 1. Brune-Concepta Planung, Bahnhofsbereich Bonn

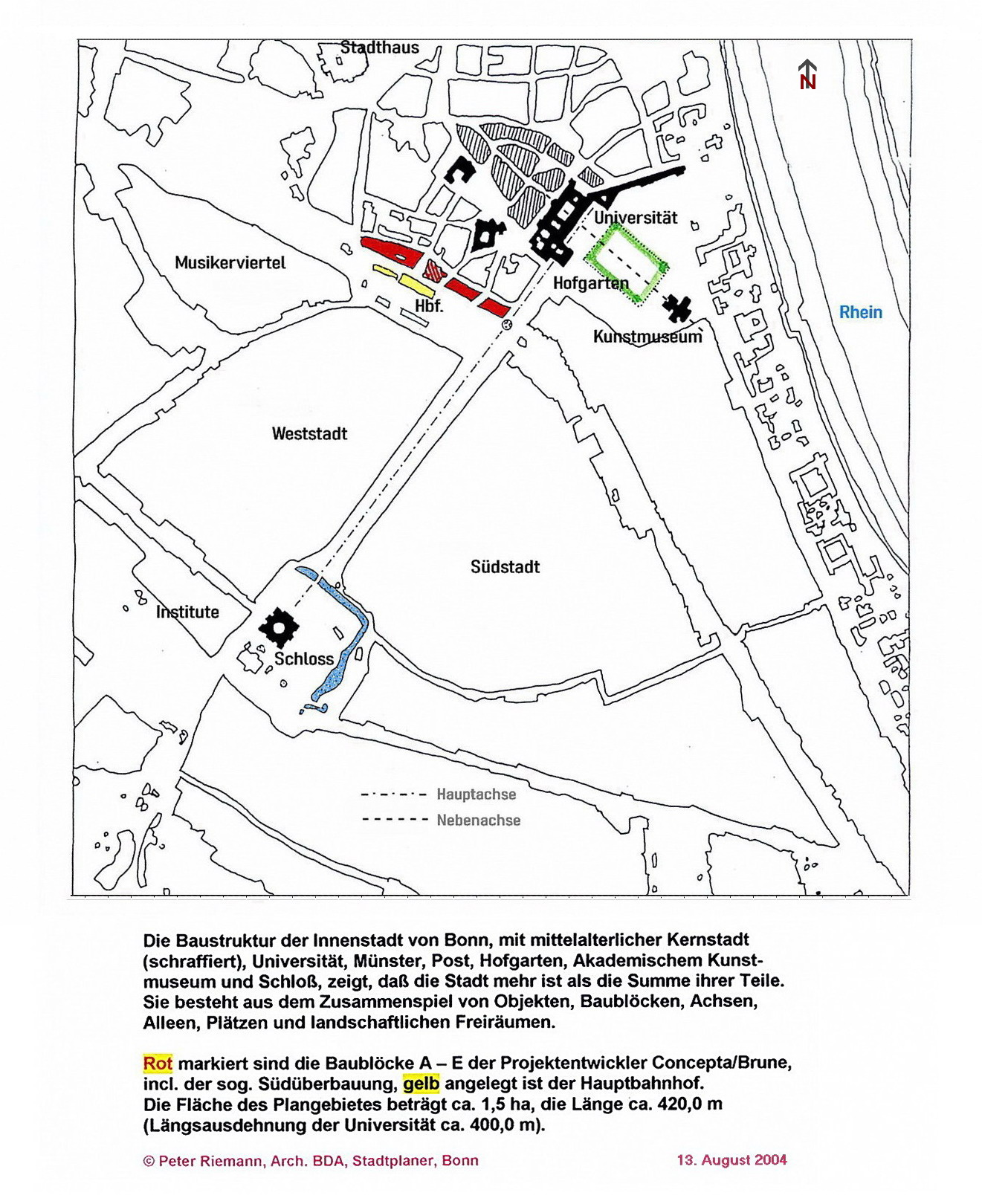
Bonner Innenstadt mit Brune Planung (rot) und der Südüberbauung (rot schraffiert)

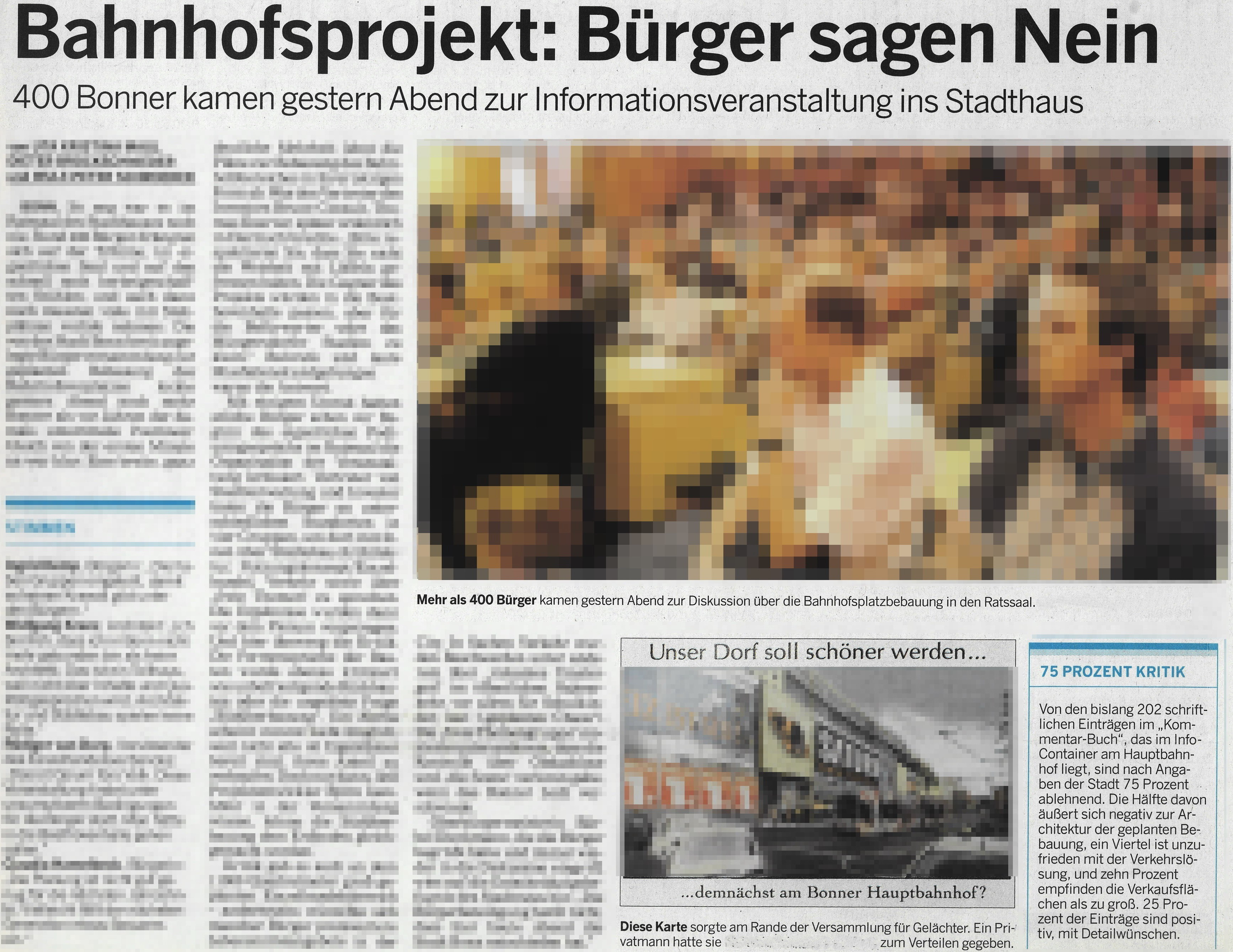
Bahnhofsprojekt Bonn, April 2004

Im Jahr 2002 unternahm die Stadt mit einem Interessenbekundungsverfahren einen weiteren Versuch, das ungeliebte „Bonner Loch“ und die umstrittene Südüberbauung in den Griff zu bekommen und verhandelte mit drei Investoren, bzw. Projektentwicklern (SK/Corpus, B&L Immobilien und Brune). Nach Ratsentscheid vom 6. Januar 2003 wurde mit „Brune Consulting“ am 4./6. Juni ein Vertrag zur Projektentwicklung abgeschlossen, der dann jeweils im Dezember 2003 und im März 2004 verlängert wurde. Das Verfahren, bei dem drei völlig unterschiedliche städtebauliche Konzepte zur Diskussion standen, wurde daraufhin am 4. März von dem Bonner BDA-Architekten Peter Riemann in Frage gestellt: „Weder war die konzeptionelle Vergleichbarkeit gegeben (unterschiedliche Ausnutzung der Grundstücke und Nutzungsvorschläge wegen der offenen Rahmenvorgaben durch die Stadt Bonn, unterschiedliche oder alternative Handhabung der Südüberbauung, unterschiedliche Verkehrslösungen und Umgang mit DB-Grundstücken, etc.), noch wurde eine Vergleichbarkeit/Nachprüfbarkeit speziell für die Finanzierung/Grundstückspreise hergestellt“. Unter Hinweis auf die RAW 2004/RPW (Regeln für die Auslobung von Wettbewerben) forderte er eine Neuausschreibung für einen begrenzten Einladungswettbewerb und die Aufhebung des Projektentwicklungsvertrages.
Die Stadtverwaltung argumentierte hingegen, das Konzept von Brune sei das optimale, es stünden keine anderen Investoren bereit und der Stadt würden Kosten entstehen, wenn Brune/Concepta abspränge. Martin Isselmann, damaliger Leiter des Stadtplanungsamts, erklärte die Vorgehensweise im Interview mit Uta Kristina Maul: Nach der Gesamtabwägung sämtlicher Fragestellungen hat Brune (Consult, Düsseldorf) 2003 dann den Vorrang bekommen. Der Stadrat hat der Verwaltung den klaren Auftrag zu weiteren Verhandlungen erteilt. Das Projekt ist gemeinsam mit Brune in vielen Arbeitsschritten weiterentwickelt worden. Jetzt haben wir eine tragfähige städtebauliche Lösung.
Vorgesehen war, den gesamten Bereich vor dem Hauptbahnhof vom heutigen ZOB bis zur Thomas-Mann-Straße vollständig zu überbauen. Eine freie Fläche oder ein Platz waren nicht vorgesehen. An der Südüberbauung und dem Abstand zum Bahnhofsgebäude hätte sich nichts geändert, genau so wenig wie an der Verkehrsführung vor dem Bahnhof. Der ZOB sollte später in einem 2. und 3. Bauabschnitt überbaut und die Busse dann in Linienaufstellung vor dem Bahnhof angeordnet werden. Bezüglich der bereits bestehenden komplizierten Verkehrsführung am Engpass zwischen Bahnhof und Südüberbauung äußerte im März 2004 der Geograf Heiner Monheim in einem Vorwort zu einem „Verkehrskonzept für die Bonner Innenstadt“ der Bonner Umweltverbände erneute Kritik an der mangelnden Verbindung des Bahnhofsbereiches mit der Innenstadt sowie der Verkehrsführung des City-Rings. Als Lösung schlug er vor, den Cityring vor dem Bahnhof zu unterbrechen und den Ringverkehr lediglich für den ÖPNV beizubehalten.
Zeitgleich empfahl der BDA Bonn-Rhein-Sieg in einer Pressemitteilung „die Einsetzung eines unabhängigen Beirats der über die beste Lösung entscheiden soll“. Der BDA hatte „bereits im Januar 2003 nachdrücklich darauf hingewiesen, dass eine Verbesserung der Entwürfe in Bezug auf ihre städtebaulichen Qualitäten und ihren architektonischen Anspruch notwendig ist“ und beklagt, dass „ein Gespräch... mit Stadtbaurat Trommer, den Projektarchitekten und einem Investor außer der Behandlung von Detailfragen nicht zu einer grundsätzlichen Klärung der bekannten Probleme führt“.

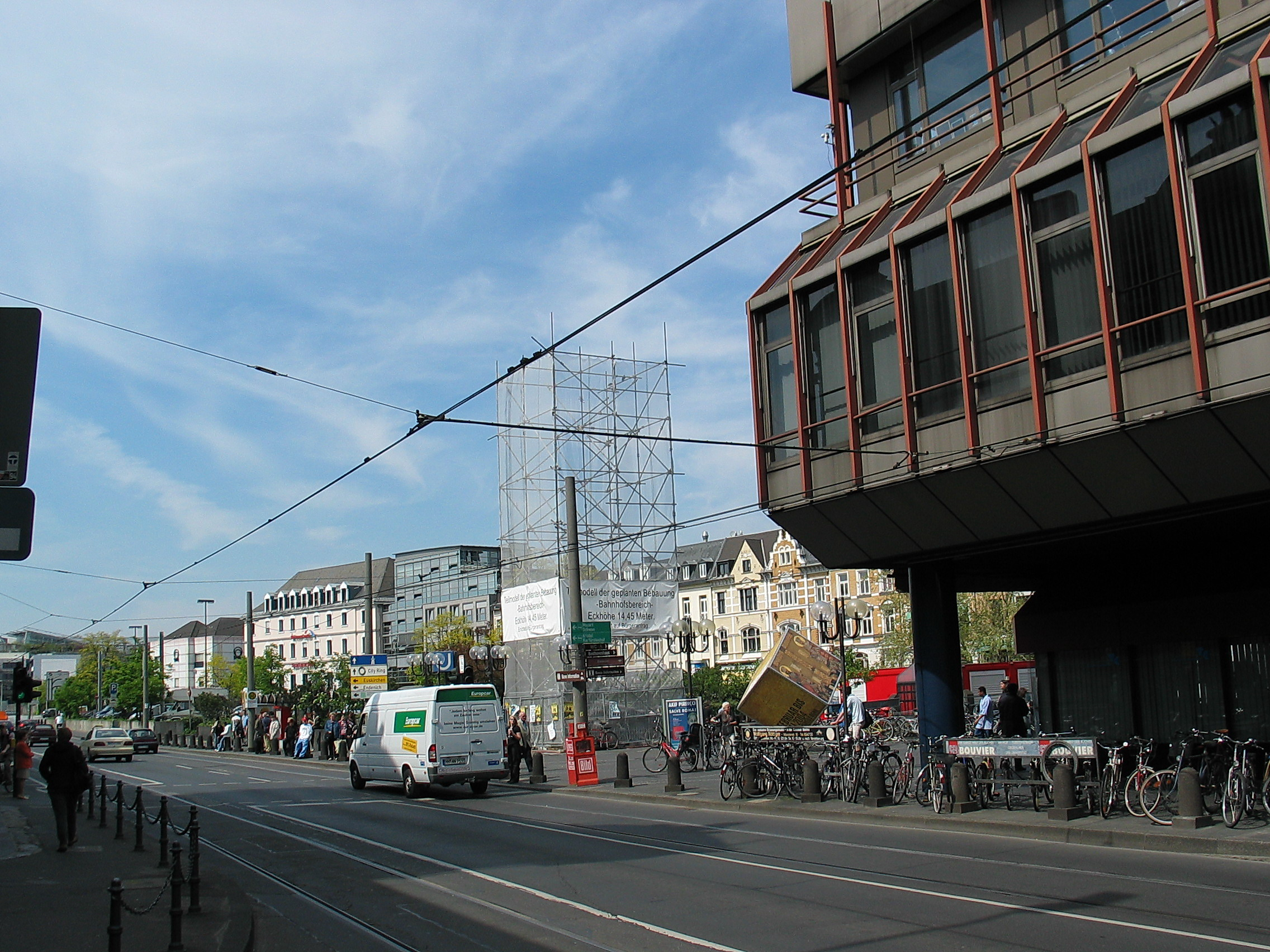
Gerüstkonstruktion (14,45 Meter hoch) für das Brune-Projekt am HBF Bonn mit der Südüberbauung (2004)

Über die in Abstimmung mit der Verwaltung entwickelte Planung von Chapman Taylor (Düsseldorf) für den nördlichen Bereich (Baufelder A/B), Schommer (Bonn) für den südlichen Bereich (Baufelder D/E) und auch über die nicht weiter behandelte Südüberbauung konnten sich die Bürger vom 26. März bis 23. April 2004 im „Infopoint“ gegenüber dem Hauptbahnhof und im Internet informieren und sich anhand von Filmen, Bauplänen, Panoramabildern und einem virtuellen Hubschrauberflug über das beplante Gelände einen realistischen Eindruck über die zukünftige Gestaltung des Bonner Bahnhofbereichs verschaffen.
Bereits bei einer teilweise tumultartigen Informationsveranstaltung am 21. April 2004 im Stadthaus sagten jedoch ca. 400 Bürger „NEIN“ zum Projekt und "äußerten heftige Kritik an der Bahnhofsplatzbebauung und verlangten ein neues Konzept." "Besonders heftig entzündete sich die Bürgerkritik am Mittwoch an den Fassaden der Neubauten. Und das sogar von vielen Fachleuten, die gekommen waren. "Das ist eine ärmliche Architektur, ich bin sprachlos", urteilte etwa Professor Wolfgang Krenz, "diese Kommerzarchitektur können Sie keinem Bürger dieser Stadt zumuten." Auch Architekt Peter Riemann pflichtete bei: "Dieses Projekt ist mit dem Post-Tower nicht vergleichbar. Man kann diesen Zug nicht weiter fahren lassen, es muss neu überlegt werden.". "Nach der Bürgerversammlung im Stadthaus, in der eine deutliche Mehrheit der rund 400 Teilnehmer die Neubauprojekte vehement ablehnte", wurde die Ratsentscheidung über die geplante Bebauung des Bahnhofsvorplatzes verschoben. "Oberbürgermeisterin Bärbel Dieckmann (SPD) sah keine Möglichkeit, die Entscheidung am 13. Mai im Rat zu treffen." Auch ein Gerüst, das die Stadt "auf Bügerantrag" gegenüber dem Bahnhof aufgestellt hatte, um die geringere Höhe der neuen Bebauung im Verhältnis zur Südüberbauung zu demonstrieren, brachte keinen Stimmungsumschwung.
In der Folge wurde das Vorhaben u. a. von der Aktionsgemeinschaft Bahnhofsvorplatz, einem Zusammenschluss von Fachleuten, Politikern, Bürgern und diversen Organisationen und Verbänden vehement kritisiert, worauf die Stadt, wegen möglicher Regressforderungen, den Vertrag mit Brune rechtlich überprüfen ließ.  Das Vorhaben scheiterte schließlich an einem Bürgerbegehren, das von den Grünen und vom Bürger Bund Bonn unterstützt wurde. Es erzielte über 22.000 Unterschriften, bevor der Stadtrat im Dezember 2004 mit den Stimmen von CDU, Grünen und Bürger Bund Bonn (BBB) die bisherige Planung des Investors Brune/Concepta mit den zur Bebauung des Bahnhofsbereichs stoppte und eine Neuausschreibung des Projekts forderte.
Kurz zuvor hatte ein Vertreter des Investors noch für einen Bürgerentscheid plädiert, was aber durch die Entscheidung des Rats dem Bürgerbegehren zu entsprechen, obsolet wurde. Diese Entwicklung wurde mit „Freude und Erleichterung“ aufgenommen worauf Oberbürgermeisterin Bärbel Dieckmann mitteilte keine Vorlage für eine Neuausschreibung zum Bonner Bahnhofsvorplatz vorbereiten zu wollen. Verärgert nannte sie die Entscheidung einen „riesigen Schaden“ und kritisierte, dass die rund 18.000 Unterschriften kein repräsentatives Bild ergäben, sondern lediglich 8,5 Prozent der wahlberechtigten Bevölkerung entsprächen. „Ich hätte mir einen Bürgerentscheid gewünscht“, sagte Dieckmann.
Statt einer Neuausschreibung beschloss jedoch der Rat am 28. April 2005 die Einrichtung einer Bürgerwerkstatt zur Neugestaltung des Bahnhofsbereichs. Diese Bürgerwerkstatt zum Bahnhofsbereich Bonn arbeitete von Oktober 2005 bis Januar 2006 und legte im März 2006 ihre Ergebnisse vor.
Darin wurden unter anderem ein Erhalt des ZOB, eine generelle Ausweitung auf Aufwertung der Freiflächen, eine Sanierung des Bonner Lochs, der Abriss der Südüberbauung und das Errichten neuer Bebauungen in größerem Abstand zum Bahnhofsgebäude gefordert.
Am 24. November 2005 brachten daraufhin alle Ratsfraktionen einen Dringlichkeitsantrag ein, der die Umsetzung kleinerer kurzfristigen Maßnahmen und weitere Planungen anstrebte. Im Januar 2006 nahm die Ampelkoalition die Überarbeitung des Bahnhofsvorplatzes in ihren Koalitionsvertrag auf. Vom 17. März 2006 bis September 2006 traf sich ein Runder Tisch von Parteien, Kirchen, Polizei und Sozialorganisationen zur Situation des Bonner Loches. Im Oktober wurden im Hauptausschuss der Stadt Mittel für diverse Sofortmaßnahmen zur Verbesserung der Situation vor dem Hauptbahnhof bewilligt.
2007 begann Roger Sevenheck mit seiner German Development Group aus Düsseldorf mit den 40 Teileigentümern der Südüberbauung zu verhandeln. Im Gegensatz zu vorherigen Investoren, die Kauf und Abriss der Südüberbauung über die Bebauung der nördlichen Stadtareale finanzieren wollten, konzentrierte er sich allein auf die Südüberbauung.

## Wettbewerb zur Neugestaltung
Im Frühjahr 2008 wurde der vom Rat der Stadt Bonn beschlossene Wettbewerb für die Neugestaltung des Bonner Bahnhofsbereichs europaweit mit einem Preisgeld von 90.000 Euro ausgelobt. „Ziel ist die städtebauliche Aufwertung des rund 3,2 Hektar großen Areals zwischen Kaiserplatz und Thomas-Mann-Straße. Außerdem soll die Einbindung des Bahnhofsbereichs in die städtische Umgebung verbessert und das Entree zur Bonner City attraktiver gestaltet werden.“
Von „einem großen Augenblick“ sprach der Bonner Stadtbaurat, als im Oktober 2008 von 28 abgegebenen Arbeiten vier Entwürfe vorgestellt wurden. Die Jury unter dem Vorsitz von Carl Fingerhuth, Basel, hatte „eine Preisgruppe aus vier Architekturbüros gebildet, deren Arbeiten in einem Workshop vertieft und diskutiert werden müssen. Sie vergab vier gleiche Preise zu je 20.000 Euro. Eine Arbeit wurde zusätzlich für 10.000 Euro angekauft“. Mit den Bürgern im Gespräch bleiben, wollte die Stadt, und lud im Januar 2009 zu einer weiteren Bürgerwerkstatt ein.
Im März 2009, nach einer Überarbeitungsphase der vier Preisträger, teilte die Jury ihre Entscheidung mit: sie setzte das Konzept des Architekten und Stadtplaners Stefan Schmitz aus Köln auf den ersten Platz. Dem Rat der Stadt wurde als nächster Schritt dieser Entwurf vorgelegt. Über eine europaweite Ausschreibung sollte nach einer Ratsentscheidung ein Investor für das insgesamt 3,2 Hektar große Gebiet gefunden werden.
2010 erhielt Roger Sevenheck die Baugenehmigung für sein geplantes Einkaufszentrum und die Abrissgenehmigung für die Südüberbauung in die sich Investor Albert Ten Brinke eingekauft hatte um in das Projekt einsteigen zu können. Das geriet jedoch ins Stocken als im September 2013 erkennbar wird, dass es für Sevenheck „immer schwieriger wird, an Geld zu kommen“. Im Dezember „hängt das Verfahren rund um die Entwicklung des Bahnhofsvorplatzes – mal wieder. Während der Poker um die Südüberbauung im Hintergrund weitergeht, laufen im Stadthaus die Vorbereitungen zum Verfahren um das sogenannte Nordfeld, also die Flächen zwischen Bonner Loch und Thomas-Mann-Straße sowie das Areal an der Rabinstraße“.

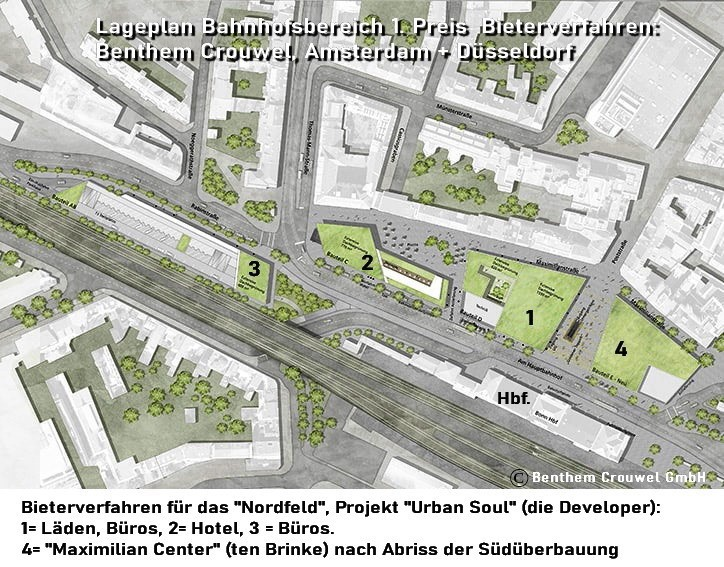
Bahnhofsvorplatz Bonn, Lageplan 1. Preis, Benthem Crouwel, Aachen

Im Bieterverfahren 2015 errang der Entwurf für das „Nordfeld“ des holländisch/deutschen Teams Benthem Crouwel (Architekten) und Greenbox (Landschaftsarchitekten) den 1. Preis. Anders als im Entwurf von Stefan Schmitz entstand vor der Altbauzeile der Maximilianstrasse eine „Piazza“. Der trapezförmige Vorplatz vor dem Bahnhof wurde zum „Eingangstor“. Am 18. Juni 2015 beschloss der Bonner Stadtrat, dass „die developer, Projektentwicklung GmbH“ aus Düsseldorf diese Planung unter dem Projektnamen „Urban Soul“ realisieren sollten, worauf die Verwaltung dem Investor im Juli den Zuschlag erteilte.
Das Projekt wurde Anfang März 2016 durch „CROSS Architecture“ mit Markus Sporer, dem ehemaligen Partner von Benthem Crouwel, übernommen, weiterentwickelt und im Jahr 2021 vollendet.

## Neugestaltung des Bahnhofsbereiches

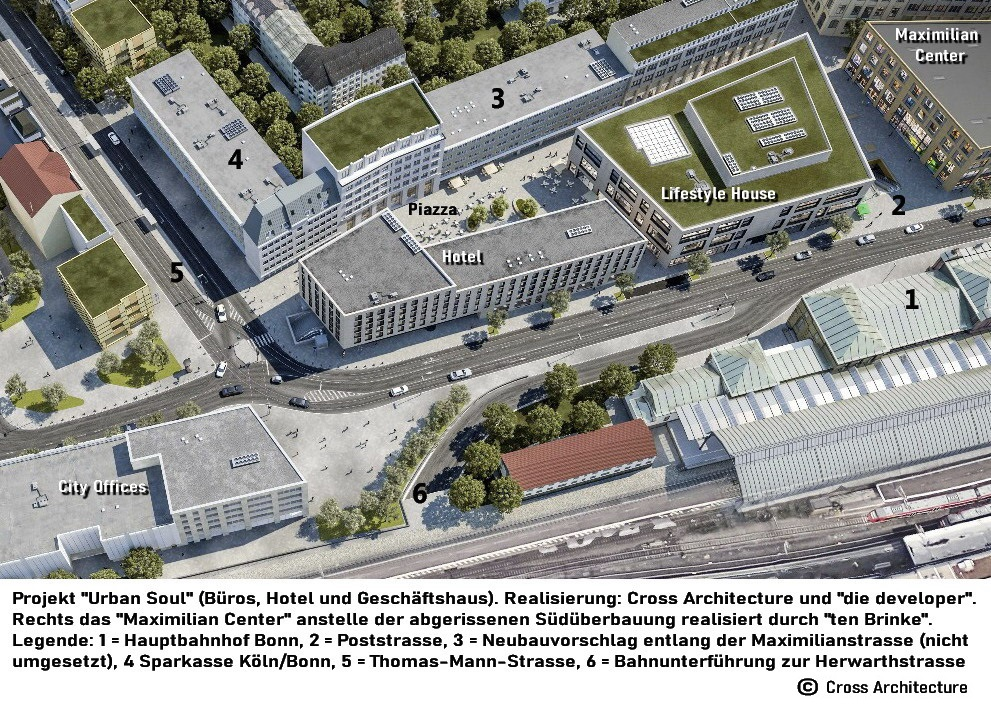
Urban Soul, Luftbild-Rendering

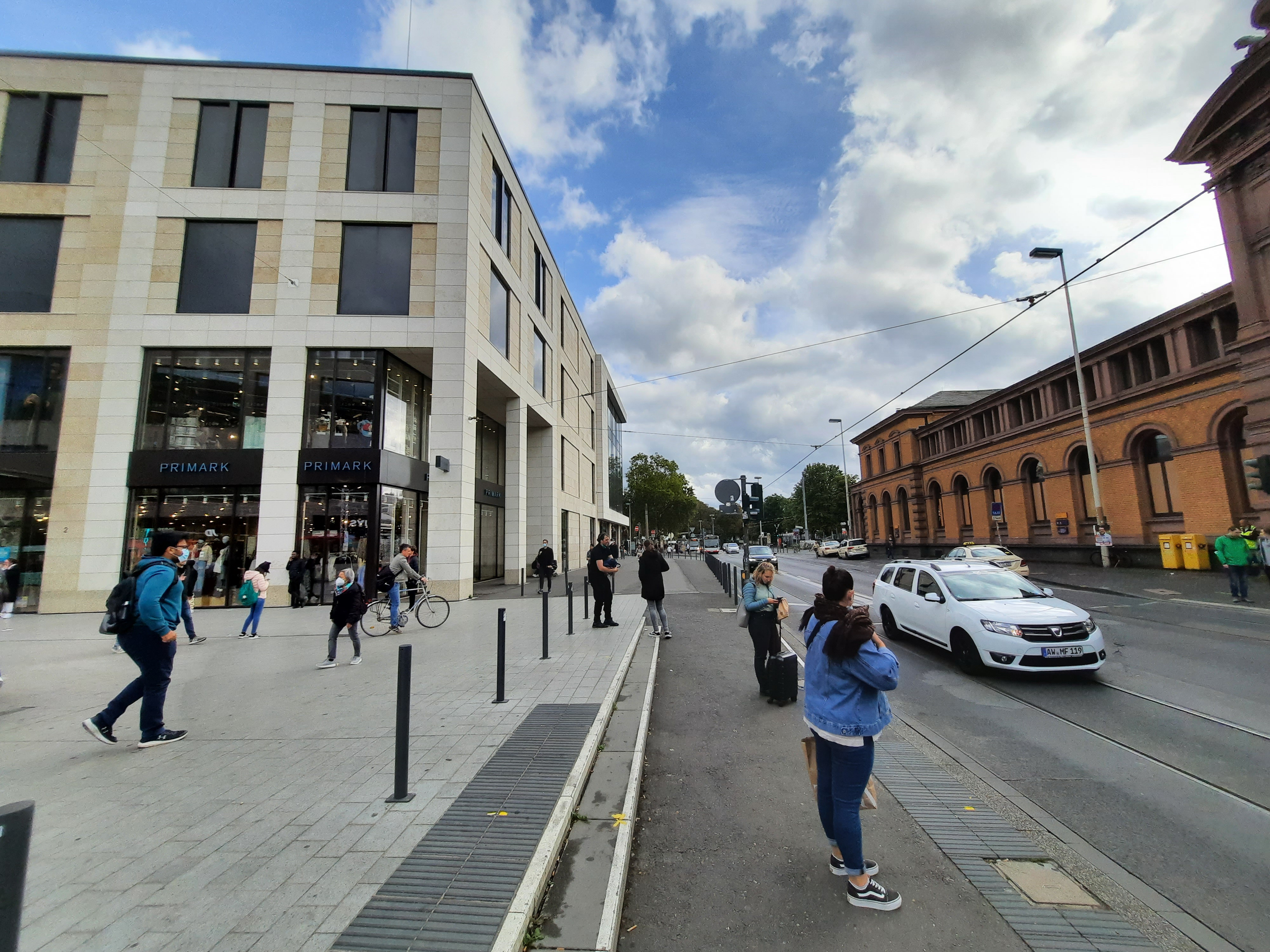
Bonn-Bahnhofsbereich, ehemalige Südüberbauung

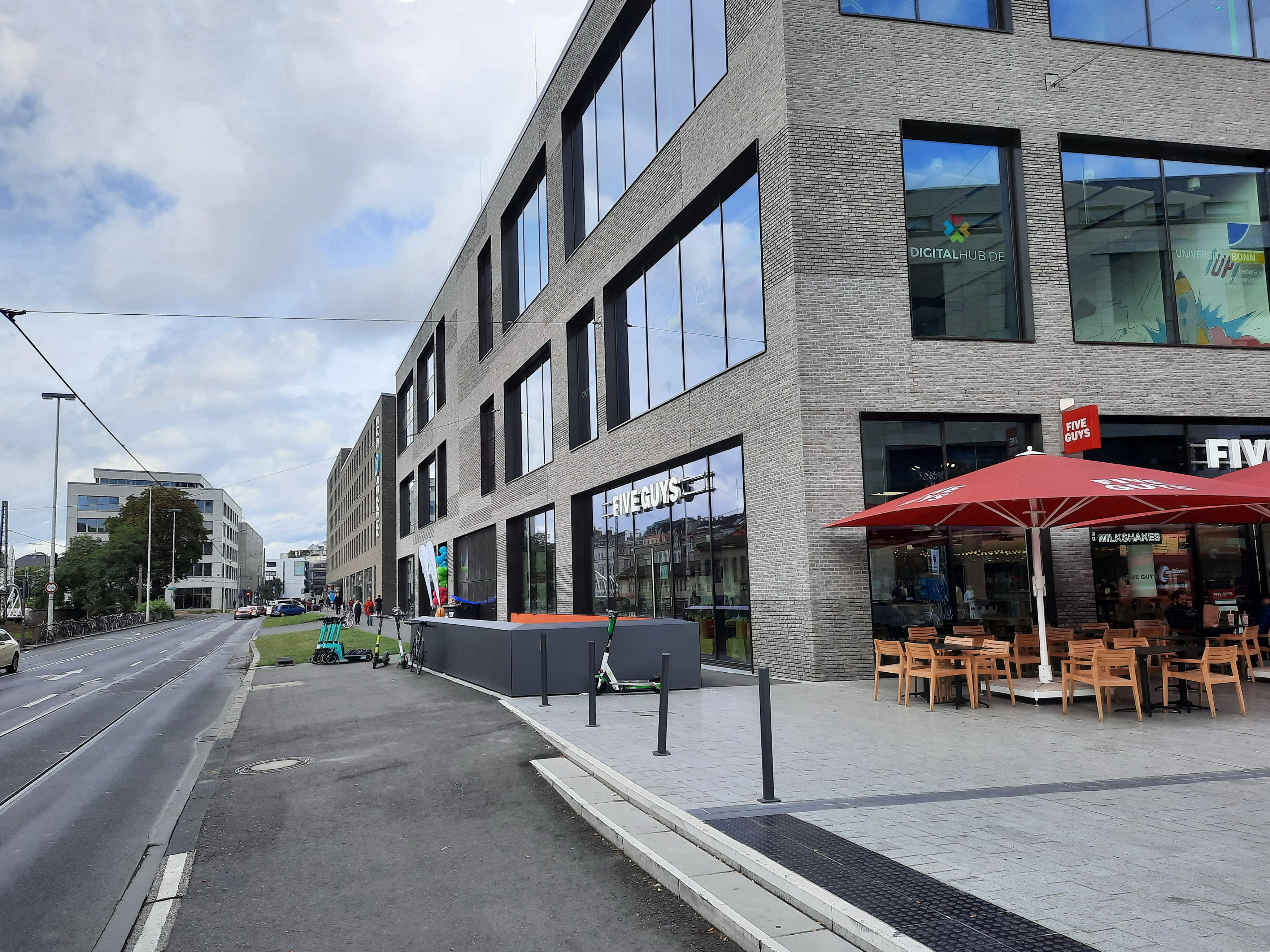
Bonn-Bahnhofsbereich, ehemaliges Bonner Loch

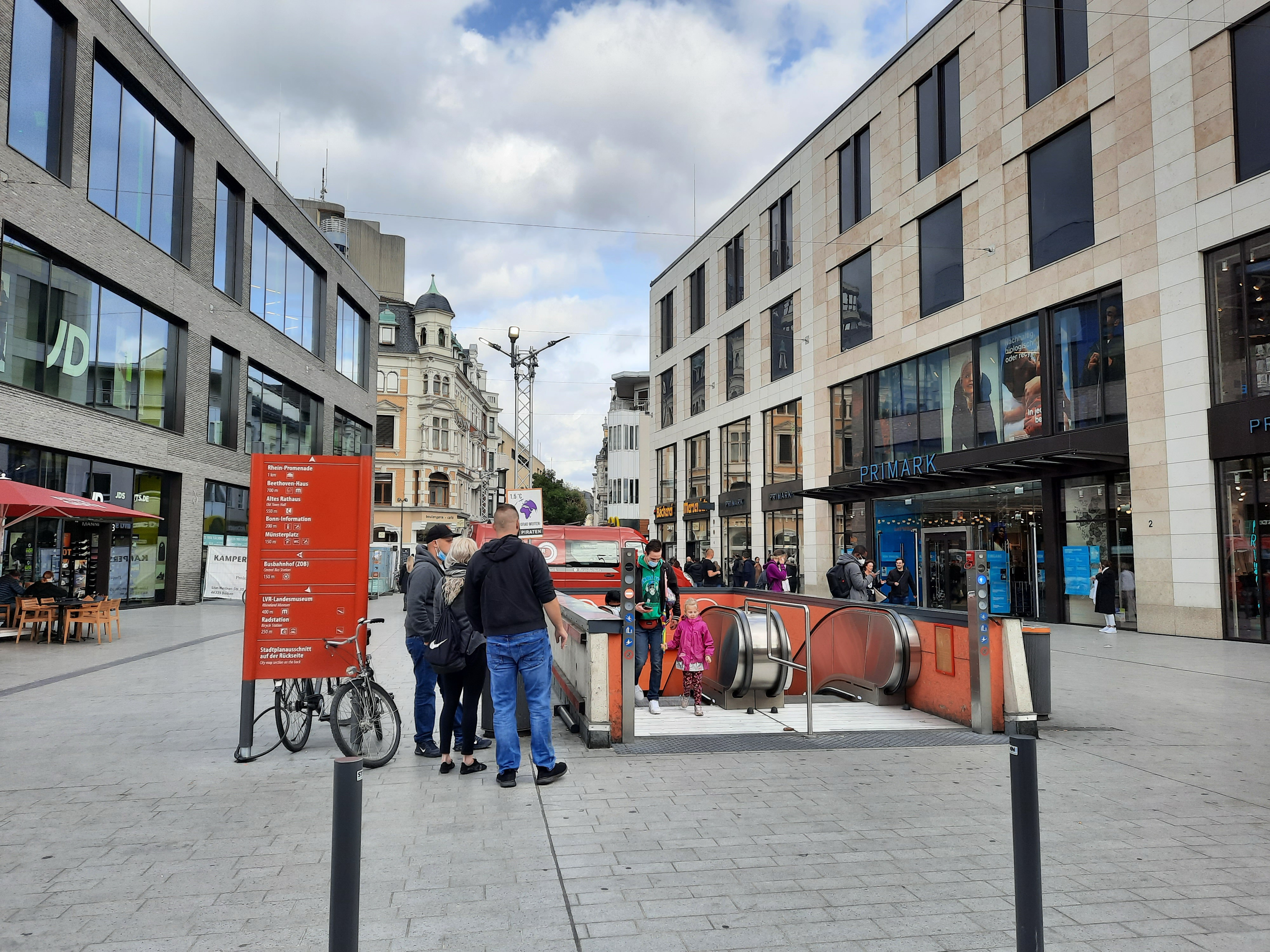
Bonn-Bahnhofsbereich, Eingangstor zur Stadt

Im Jahr 2016 wurden unter OB Ashok-Alexander Sridharan die Weichen gestellt, damit endlich „das Bonner Loch verschwindet“. Am 30. Juni beauftragte der Stadtrat die Stadtverwaltung mit einem Vertragsabschluss mit der die developer Projektentwicklung GmbH aus Düsseldorf, die die Umgestaltung auf der Nordwestseite des Bahnhofes vornehmen soll und der niederländischen Ten Brinke Gruppe, der es gelungen war, Kaufverträge mit sämtlichen 38 Eigentümern der Südüberbauung abzuschließen.
Anfang 2017 wurde die Südüberbauung abgerissen. An ihrer Stelle entstand bis 2019 das „Maximilian Center“, ein viergeschossiger Neubau, der im Untergeschoss eine Einkaufspassage und in den weiteren Stockwerken ein Kaufhaus beherbergt. Das neue Gebäude hat jedoch einen größeren Abstand zum Bahnhof als das alte Gebäude. Das Bonner Loch ist verschwunden und wird zusammen mit dem nordwestlich gelegenen Gebiet – insgesamt als „Nordfeld“ bezeichnet – mit drei weiteren Gebäuden (Projektname Urban Soul) bebaut. Für 100 Millionen Euro auf 15.000 m² Nutzfläche waren ein Parkhaus, ein Hotel, Gastronomie-, Einzelhandels- und Wohnflächen sowie Arztpraxen geplant.
Als Voraussetzung für das gesamte Vorhaben im Bahnhofsbereich verkaufte die Stadt mehrere Grundstücke an die Ten Brinke Gruppe und an die developer.
Nachdem der Rat der Stadt Bonn in seiner Sitzung am 20. März 2018 den rund 90 Jahre alten Fluchtlinienplan aufgehoben hatte, erfolgte am 26. April 2018 die Grundsteinlegung für Urban Soul.
Im Rahmen der Vermarktungsphase teilten „die developer“ im April 2019 mit, dass bereits 70 Prozent der Neubauflächen vermietet seien.

## Auseinandersetzung um den Kaufpreis
Mit dem Verkauf der Flächen für Urban Soul wollte die Stadt Bonn ursprünglich einen Betrag von 23,5 Millionen Euro einnehmen. Im Januar 2020 stellte sich jedoch heraus, dass man für die Flächen des „Nordfeldes“ mit „Millioneneinbußen rechnen muss“. Im Rahmen der Endabrechnung forderte der Investor nach dem Residualwertverfahren den Abzug der sog. „Inneren Residualkosten“, welche die Stadtverwaltung von einer Bonner Anwaltskanzlei und der Firma Drees & Sommer prüfen ließ. Diese Prüfung sei weit vorangeschritten, heißt es in der Vorlage der Verwaltung. Und weiter: Zum derzeitigen Zeitpunkt kann gesagt werden, dass Abrechnungen zu Inneren Residualkosten in Höhe von rund zehn Millionen Euro sowohl dem Grunde als auch der Höhe nach als plausibel anzusehen sind.
Es zeigte sich, dass die Verwaltung, die nur mit Residualkosten von 4,3 Mio. €, einschließlich Abbrucharbeiten und Altlastenbeseitigung, gerechnet hatte,mit dem Vertrag Risiken eingegangen, denen der Rat sicher nicht zugestimmt hätte, wäre er vorher informiert worden. Die Qualität der Abrechnung war vom Rechnungsprüfungsamt (RPA) kritisiert worden, das obendrein feststellte,dass der Kaufvertrag trotz Warnung von Beratern, keine verbindlichen Vorgaben enthält, wie der Investor die sog. Residualkosten zu belegen hat. Nach diversen Streitigkeiten über die Höhe der Residualkosten (z. B. zur Herstellung der Baureife) musste man im schlechtesten Fall damit rechnen, dass diese Kosten bei 15,1 Millionen Euro liegen und die Stadt damit einen Gewinn von lediglich 8,4 Millionen Euro erzielt.
Offensichtlicher Grund für die Auseinandersetzung waren die jeweils unterschiedlichen Planungskonzepte, bzw. ihre Fortschreibung. Bereits frühzeitig war im Rahmen der Kritik an der Brune/Concepta-Planung öffentlich auf diese Problematik hingewiesen worden: „Das Residuum (Ankaufspreis für das Grundstück) ergibt sich aus der Differenz zweier großer Wertkomponenten (Reinertrag/Erlös minus Investitionskosten)...“ „Für Bonn heißt das: bei ungenauer Kenntnis der Bodenverhältnisse (U-Bahn, Südüberbauung) und der Infrastruktur (Verkehrsbauwerke, TG’s) und einem – nach Intervention der Bürger – nicht genau zu definierendem Bauvolumen ist die Unsicherheit über die Kaufpreissumme, den die Stadt erhalten könnte, größer denn je.“
Das Projekt Urban Soul, erlangte durch diesen „Skandaleffekt“ politische Dimensionen und wurde in der Branche als „Verkaufspleite“ zu Lasten der Stadt Bonn gebrandmarkt.
Am 4. und am 6. Februar 2020 erfolgte der Versuch, die Angelegenheit anhand folgender Fragen im Stadtrat aufzuarbeiten:
1. Zu welchen einzelnen Maßnahmen im Zusammenhang mit der Erstellung der Bauten auf dem Nordfeld und an der Rabinstraße hat der Investor „Die Developer“ Aufwendungen in welcher Höhe vorgelegt, die er von der Stadt Bonn erstattet bzw. auf den Kaufpreis angerechnet haben will?
2. Was ist im Zusammenhang mit der Erstellung der Bauten auf dem Nordfeld und an der Rabinstraße im Einzelnen unter äußeren Residualkosten zu verstehen, wurden diese zwischenzeitlich durch den Investor angemeldet, in der Folge durch den Projektsteuerer und die mandatierte Kanzlei plausibilisiert und wenn ja, mit welchem Ergebnis?
3. War eine Deckelung der Residualkosten beim Bauprojekt „Urban Soul“ durch die den Verkauf beschließende Ratsmehrheit von CDU, SPD, FDP und B90/Grüne vorgesehen worden und wenn ja, warum wurde diese offenbar nicht umgesetzt?[79]

Inzwischen hat das Quartier „Urban Soul – Dreiklang für Bonn“ einen neuen Eigentümer gefunden: „Die zur Thalanx-Gruppe gehörende Gesellschaft Ampega Real Estate hat das vor kurzem fertiggestellte Projekt für ein mit HDI Deutschland verbundenes Sondervermögen erworben.“

## Trivia
In Anlehnung an den Bahnhofsvorplatz in der ehemaligen Bundeshauptstadt Bonn wird der ca. 50 Meter lange, unterirdische Verbindungsgang zwischen Neu- und Altbau des Berliner Dienstsitzes des Auswärtigen Amts von den Mitarbeitern dort umgangssprachlich als „Bonner Loch“ bezeichnet.